# آنا سينيور
آنا سينيور (بالإنجليزية: Anna Senior)‏ هي مصممة أزياء تقليدية أسترالية، ولدت في 1941 في كانبرا في أستراليا.

## وصلات خارجية
- آنا سينيور على موقع IMDb (الإنجليزية)
- آنا سينيور على موقع قاعدة بيانات الفيلم (الإنجليزية)